# Hans Ooft
Marius Johan ("Hans") Ooft (Rotterdam, 27 juni 1947) is een voormalig Nederlands profvoetballer en voetbaltrainer. Hij speelde tijdens zijn profcarrière bij Feyenoord, maar bereikte bij de club nooit het eerste elftal. Ooft speelde daarna nog voor SC Veendam, SC Cambuur en SC Heerenveen. Daarna begon Ooft aan zijn trainerscarrière. Hij heeft als hoofdtrainer bij diverse Japanse clubs gewerkt zoals Mazda, Jubilo Iwata, Kyoto Purple Sanga en Urawa Red Diamonds. Ook was hij de eerste buitenlandse coach van het Japans voetbalelftal. Met Japan won Ooft als bondscoach in 1992 het Aziatisch kampioenschap en in 2003 won hij met Urawa Red Diamonds de J-League Cup.

## Carrièrestatistieken
| Seizoen         | Club            | Land            | Competitie      | Competitie | Competitie | Beker | Beker | Internationaal | Internationaal | Overig | Overig | Totaal | Totaal |
| Seizoen         | Club            | Land            | Competitie      | Wed.       | Dlp.       | Wed.  | Dlp.  | Wed.           | Dlp.           | Wed.   | Dlp.   | Wed.   | Dlp.   |
| --------------- | --------------- | --------------- | --------------- | ---------- | ---------- | ----- | ----- | -------------- | -------------- | ------ | ------ | ------ | ------ |
| 1967/68         | Veendam         | Nederland       | Tweede divisie  | 27         | 10         | 0     | 0     | 0              | 0              | 2      | 0      | 29     | 10     |
| 1968/69         | Veendam         | Nederland       | Eerste divisie  | 34         | 8          | 1     | 0     | 0              | 0              | 0      | 0      | 35     | 8      |
| 1969/70         | Veendam         | Nederland       | Eerste divisie  | 34         | 14         | 1     | 0     | 0              | 0              | 0      | 0      | 35     | 14     |
| 1970/71         | SC Cambuur      | Nederland       | Eerste divisie  | 12         | 1          | 2     | 0     | 0              | 0              | 0      | 0      | 14     | 1      |
| 1971/72         | SC Cambuur      | Nederland       | Eerste divisie  | 16         | 1          | –     | –     | 0              | 0              | 0      | 0      | 16     | 1      |
| 1972/73         | SC Cambuur      | Nederland       | Eerste divisie  | 35         | 7          | 1     | 0     | 0              | 0              | 0      | 0      | 36     | 7      |
| 1973/74         | SC Cambuur      | Nederland       | Eerste divisie  | 29         | 7          | 1     | 0     | 0              | 0              | 0      | 0      | 30     | 7      |
| 1974/75         | Heerenveen      | Nederland       | Eerste divisie  | 23         | 5          | 0     | 0     | 0              | 0              | 0      | 0      | 23     | 5      |
| Carrière totaal | Carrière totaal | Carrière totaal | Carrière totaal | 210        | 53         | 6     | 0     | 0              | 0              | 2      | 0      | 218    | 53     |

## Erelijst
Als trainer
 Japan
- Aziatisch kampioenschap: 1992

 Urawa Red Diamonds
- J-League Cup: 2003